# Cultura (Losera)
Cultura (en francès Cultures) és un municipi francès situat al departament del Losera i a la regió d'Occitània. Forma part de l'Àrea urbana de Mende.